# 恰巴內 (赫梅利尼茨基區)
49°25′4″N 26°39′11″E / 49.41778°N 26.65306°E

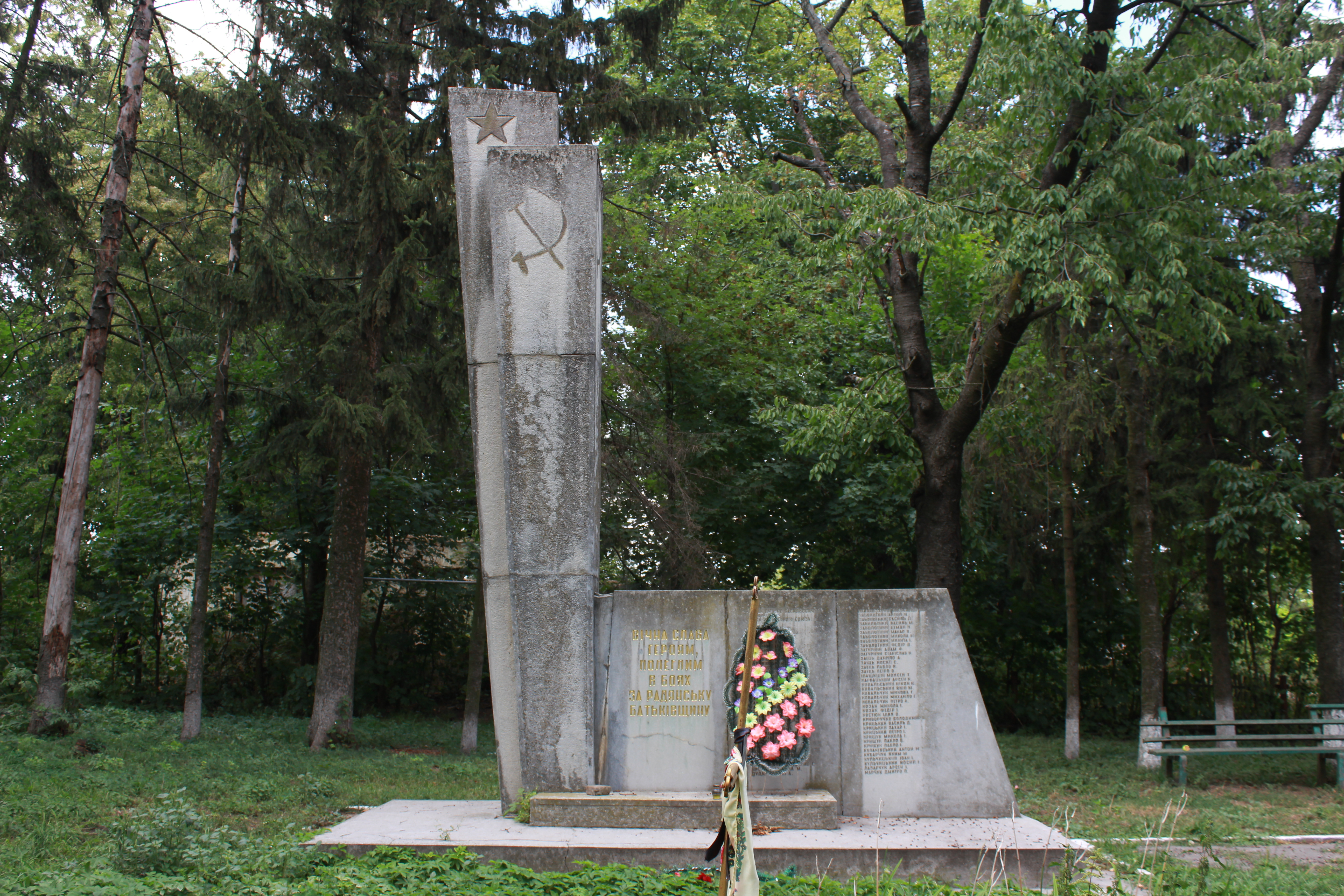
苏联烈士墓

恰巴内是位於烏克蘭西部的村莊，由赫梅利尼茨基州裡赫梅利尼茨基區的近衛軍村市鎮負責管轄。該村始建於1816年，面積1.06平方公里，海拔高度322米，2001年人口256，人口密度每平方公里241.5人。